# Żwirownia

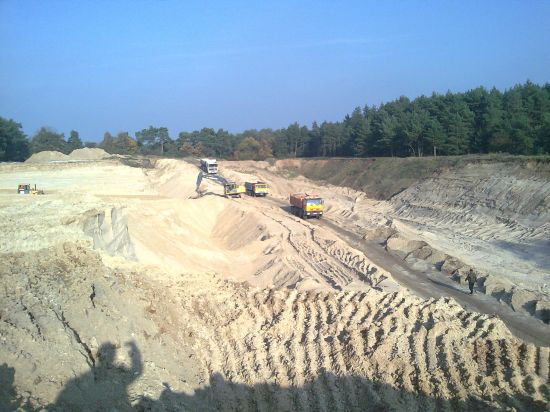
Żwirownia

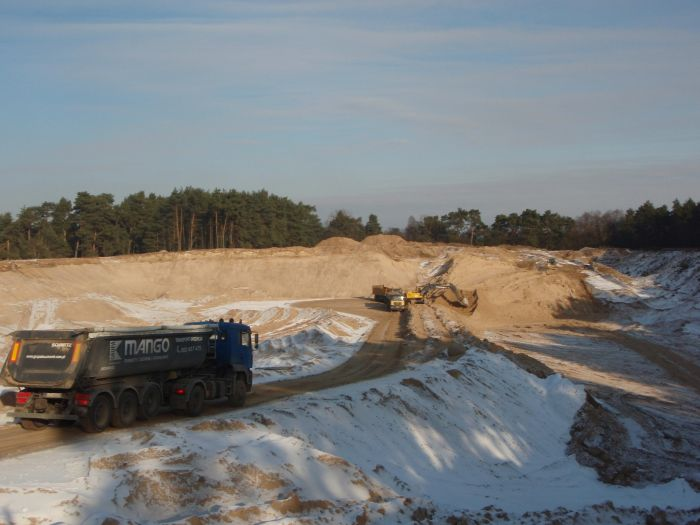
Żwirownia

Żwirownia – miejsce odkrywkowego wydobywania żwiru i piasku. Żwir i piasek uznane są w Polsce jako kopaliny pospolite.
Żwirownie eksploatują kruszywo ze złoża. Ze względu na sposób eksploatacji, złoża można podzielić na tak zwane suche i mokre. W żwirowniach eksploatujących suche złoża eksploatacja zasobów złoża odbywa się za pomocą koparek podsiębiernych, ładowarek i taśmociągów. W przypadku żwirowni wydobywającej kruszywo spod wody eksploatacja złoża jest prowadzona za pomocą koparek linowych i refulerów.
Żwirownie sprzedają kruszywa frakcjonowane lub prosto ze złóż. Najczęściej spotykane frakcje żwiru i piasku w ofercie żwirowni:
- 0–2 mm
- 2–4 mm
- 2–8 mm
- 4–8 mm
- 8–16 mm

Po zakończeniu eksploatacji niektóre żwirownie wypełniają się wodą lub są zalewane, powstaje w ten sposób zbiornik wodny zwany bagrem. Częstym sposobem likwidacji suchych wyrobisk jest ich rekultywacja poprzez przyjmowanie odpadów lub budowa na ich miejscach kompleksów utylizacji odpadów.

## Stan prawny
Ten artykuł należy dopracować:

przedstawiono sytuację tylko z polskiej perspektywy – artykuł powinien być przekrojowy.
Pomóż go poprawić. 
Zgodnie z Ustawą z dnia 4 lutego 1994 – Prawo geologiczne i górnicze, wszystkie żwirownie zostały uznane za kopalnie odkrywkowe i podlegają bezpośrednio urzędom górniczym. Działalność żwirowni jest działalnością koncesjonowaną.